# 몽트뢰 카지노
몽트뢰 카지노(Casino Barrière de Montreux)는 스위스 몽트뢰에 위치한 제네바 호수 해안에 위치한 카지노이다. 이곳은 몽트뢰 재즈 페스티벌의 장소로 사용되었으며, 딥 퍼플의 노래 “Smoke on the Water”로 기념되는 1971년 화재 이후 재건되었다. 이곳은 루시앙 바리에르 그룹의 자산이다.

## 역사
몽트뢰 카지노는 1881년에 건설되었으며, 1903년에 개조되었다. 20세기 동안, 이 카지노는 많은 위대한 심포니 오케스트라와 유명한 지휘자들이 공연을 하는 장소로 이용되었다. 1960년대 후반부터는 재즈, 블루스 및 록 아티스트들이 공연하기 시작했다.
1967년, 음악 프로모터 클로드 노브가 기획한 몽트뢰 재즈 페스티벌의 장소가 카지노가 되었다. 이 페스티벌은 매년 3일간 카지노에서 열렸다. 이 시기의 하이라이트는 키스 자렛, 잭 디조넷, 빌 에번스, 니나 시몬, 얀 가르바레크, 엘라 피츠제럴드였다. 처음에는 거의 전적으로 재즈 아티스트들만을 공연하였으나, 1970년대부터는 블루스, 소울 및 록 아티스트들도 포함되면서 범위를 넓혀갔다. 이 시기에 몽트뢰 카지노에서 공연한 주목할 만한 록 밴드로는 (페스티벌 자체에서는 공연하지 않았지만) 레드 제플린, 블랙 사바스, 핑크 플로이드, 딥 퍼플 등이 있었다.

### 1971년 화재
1971년 12월 4일, 몽트뢰 카지노에서 진행 중이던 마더스 오브 인벤션의 콘서트 도중 한 팬이 플레어건으로 화재를 일으켜 카지노가 타서 전소되었다. 이 사건은 프랭크 자퍼 트렉 앨범 'Swiss Cheese/Fire!'에 수록된 발화와 화재 발표 녹음으로 확인할 수 있다.
영국 록그룹 딥 퍼플은 레코딩을 계획하고 있었던 ‘Machine Head (음반)’를 녹음할 목적으로 몽트뢰에 있었으나, 화재로 인해 다른 녹음 장소를 찾아야 했다. 이 사건을 주제로 한 곡 ‘Smoke on the Water’는 이후 딥 퍼플의 대표곡으로 자리 잡게 되었다.
| “ | 우리는 다 모여 몽트뢰에 있는 제네바 호수 연안으로 왔어 모바일 녹음으로 음반을 만들기 위해서 - 시간이 많지 않았어 프랭크 자퍼와 더 모더스는 최고의 장소에 있었어 그러나 플레어 건을 가진 어떤 바보가 그곳을 태웠어 수상한 연기, 하늘에 뜬 불길... | ” |

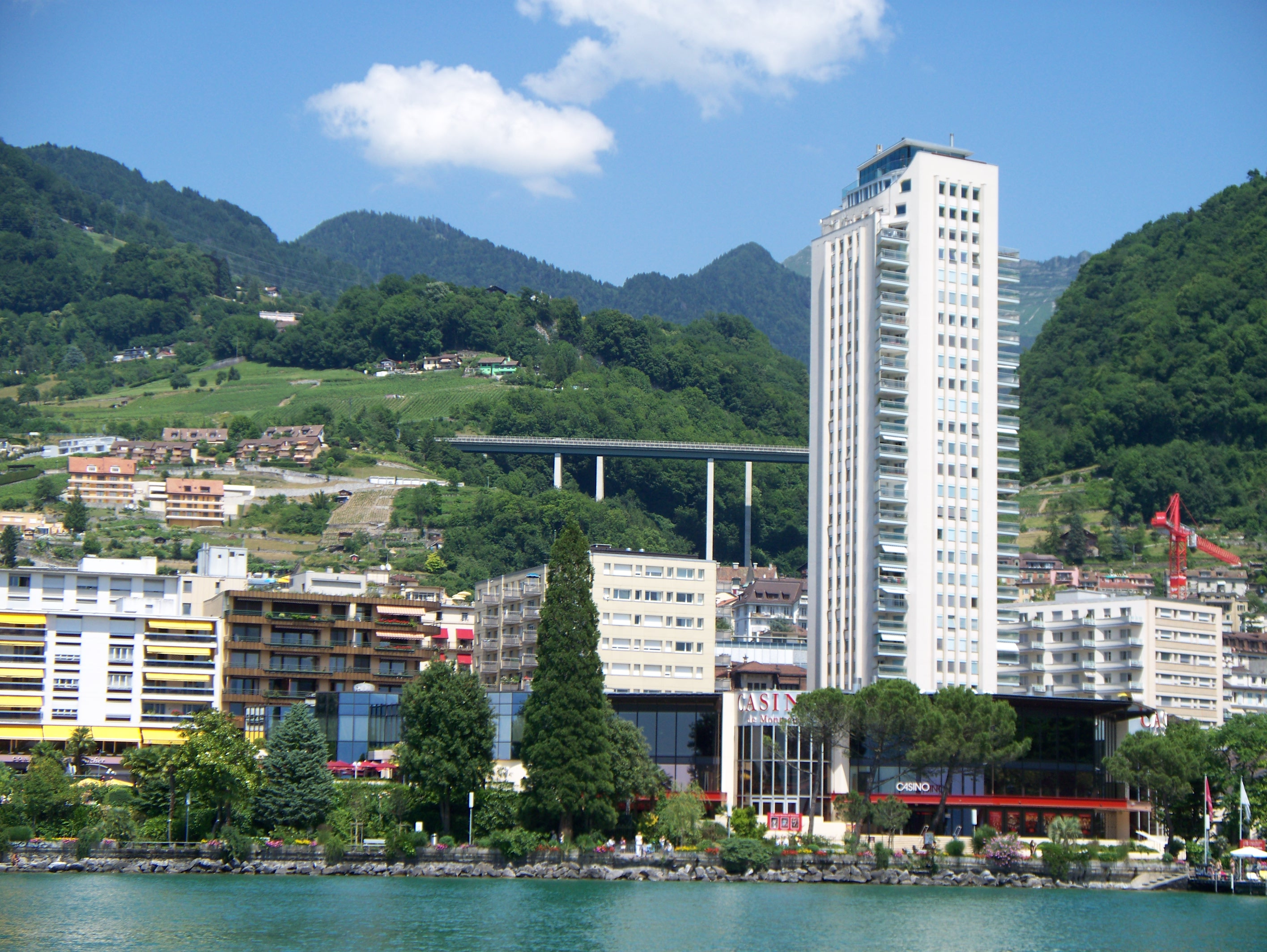
제네바 호수에서 본 카지노

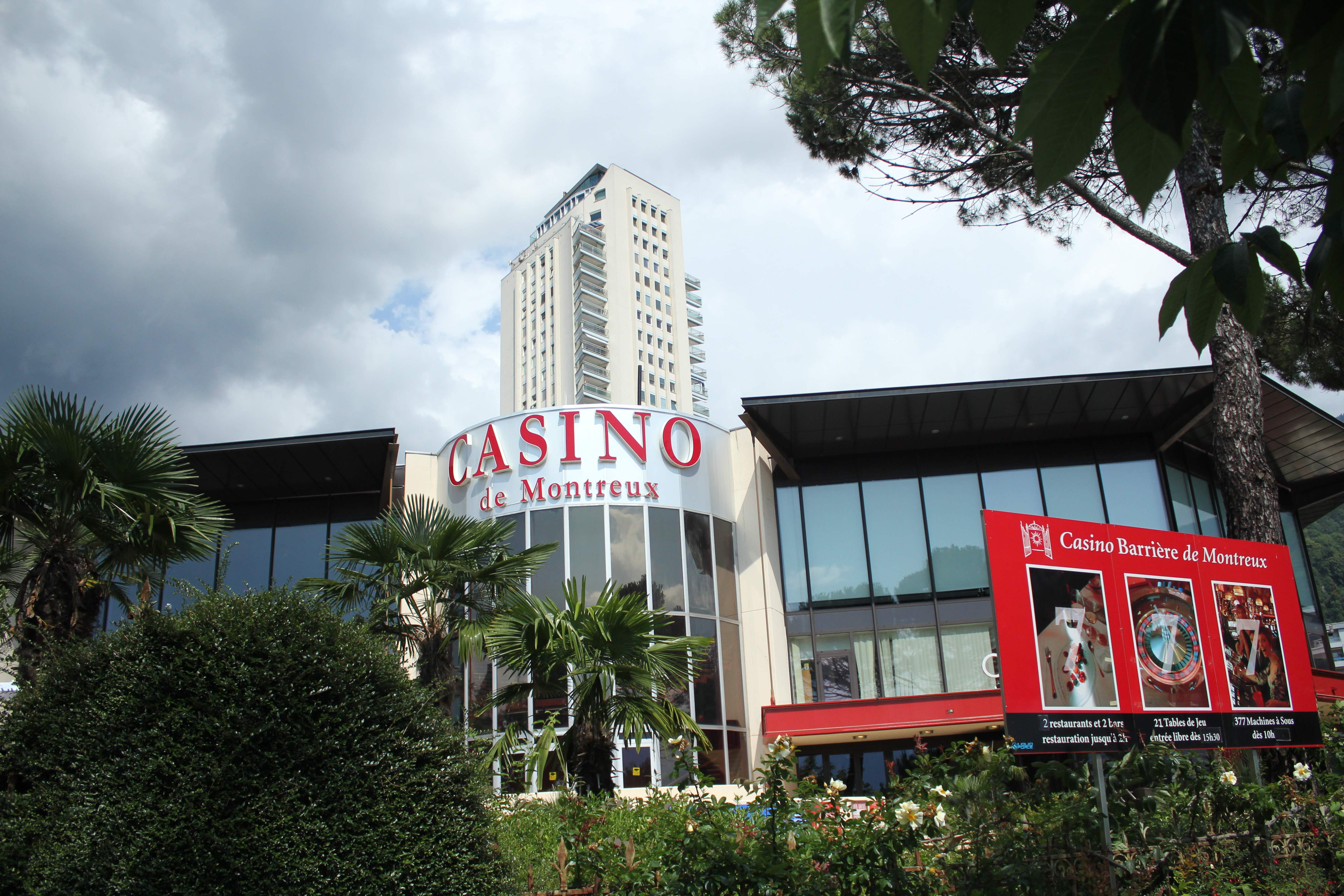
2014년 여름 몽트뢰 카지노

1971년부터 몽트뢰 카지노는 재건을 시작했고, 그 사이 몽트뢰 재즈 페스티벌은 몽트뢰의 다른 강당에서 개최되었다. 1975년에 새롭게 개장한 카지노로 돌아와서 페스티벌은 거기서 계속해서 진행되었다. 이후 1993년에는 좀 더 큰 규모의 몽트뢰 컨벤션 센터로 이동하였다. 1995년부터 2006년까지는 페스티벌이 컨벤션 센터와 카지노 두 곳에서 동시에 진행되었다. 그러나 2007년 제 41회 페스티벌부터는 주요 공연이 다시 주로 컨벤션 센터로 옮겨졌지만, 카지노에서는 여전히 가끔 특별 공연이 열린다.